# Univerzita v Buenos Aires
Univerzita v Buenos Aires, španělsky Universidad de Buenos Aires je největší univerzita v Argentině a druhá největší v Latinské Americe. Založena byla 12. srpna 1821 v hlavním městě Argentiny, Buenos Aires. V současnosti má 13 fakult, 6 nemocnic, 10 muzeí a je svázána se čtyřmi dalšími vysokými školami (Colegio Nacional de Buenos Aires, Escuela Superior de Comercio Carlos Pellegrini, Instituto Libre de Segunda Enseñanza a Escuela de Educación Técnica Profesional en Producción Agropecuaria y Agroalimentaria). Vstup do některého ze studijních programů na univerzitě je otevřen komukoli se středoškolským stupněm A. Ve většině případů musí ale studenti složit na konci prvního, jaksi přípravného a všeobecně vzdělávacího, ročníku zkoušku zvanou Ciclo Básico Común, která de facto nahrazuje institut přijímací zkoušky. Univerzita nemá kampus. Jeho výstavba (Ciudad Universitaria) byla sice zahájena v roce 1960, ale nakonec byly postaveny jen dvě budovy. Jednotlivé fakulty jsou tudíž roztroušeny na různých místech Buenos Aires (podobně jako v případě Karlovy univerzity v Praze). Studium na univerzitě je zdarma pro každého, včetně cizinců. Nicméně na postgraduálním studiu se již vybírá školné. Univerzita se může pochlubit čtyřmi Nobelovými cenami. QS World University Rankings ji roku 2017 označil za 85. nejlepší na světě.